# 赵润田
赵润田（1956年9月—），男，汉族，河南台前人，中华人民共和国政治人物。山东师范大学中文系汉语言文学专业毕业，北京师范大学文艺学专业在职研究生学历。

## 生平
1975年5月参加工作。1984年8月加入中国共产党。历任中共莘县县委副书记、副县长、县长，中共临清市委书记，潍坊市副市长，中共菏泽市委副书记、副市长、代市长、市长、市委书记、市人大常委会主任等职。2008年，当选第十一届全国人大代表。2013年1月，当选山东省人民政府副省长。2017年2月，辞去山东省副省长职务，当选为山东省政协副主席。2018年1月，换届不再担任山东省政协副主席。